# Женевська декларація
Женевська декларація була прийнята Генеральною асамблеєю Всесвітньої медичної асоціації в Женеві в 1948 році, доповнена в 1968, 1983, 1994 роках, редакційно переглянута в 2005 і 2006 роках і доповнена в 2017 році.
Це декларація відданості лікаря гуманітарним цілям медицини, декларація, яка була особливо важливою з огляду на медичні злочини, які щойно були скоєні в окупованій Німеччиною Європі. Женевська декларація була задумана як перегляд присяги Гіппократа, щоб сформулювати моральні істини цієї присяги, які можна було б зрозуміти та визнати сучасним способом. На відміну від випадку з присягою Гіппократа, Всесвітня медична асоціація називає цю заяву «обіцянням».

## Створення
У період після Другої світової війни та одразу після свого заснування Всесвітня медична асоціація (ВМА) виявила занепокоєння станом медичної етики в цілому та в усьому світі, взявши на себе відповідальність за встановлення етичних принципів для лікарів світу. Подробиці Нюрнберзького процесу над нацистськими лікарями, що завершився в серпні 1947 року, та викриття того, що робила Імператорська японська армія в загоні 731 в Китаї під час війни, чітко продемонстрували необхідність реформ і підтвердження настанов, що стосуються як прав людини, так і прав пацієнта.
Було створено дослідницьку комісію для підготовки «Хартії медицини», яку можна було б прийняти як присягу або обіцянку, яку б давав кожен лікар у світі при отриманні медичного ступеня або диплома. Знадобилося два роки інтенсивного вивчення присяг і обіцянок, наданих асоціаціями-членами, щоб розробити модернізовану редакцію стародавньої присяги Гіппократа, яку було надіслано для розгляду на другій Генеральній асамблеї ВМА в Женеві в 1948 році. Присяга лікаря була прийнята, і асамблея погодилася назвати її «Женевською декларацією». Цей документ був прийнятий Всесвітньою медичною асоціацією лише за три місяці до того, як Генеральна Асамблея Організації Об'єднаних Націй прийняла Загальну декларацію прав людини (1948), яка передбачає безпеку особи.

## Декларація
У Женевській декларації (2017), опублікованій Всесвітньою медичною асоціацією, йдеться:
ЯК ПРЕДСТАВНИК МЕДИЧНОЇ ПРОФЕСІЇ:
Я урочисто обіцяю присвятити своє життя служінню людству;
ЗДОРОВ'Я І ДОБРОБУТ МОГО ПАЦІЄНТА буде моїм першочерговим завданням;
- Я БУДУ ПОВАЖАТИ автономію та гідність мого пацієнта;
- Я БУДУ ЗБЕРІГАТИ максимальну повагу до людського життя;
- Я НЕ ДОЗВОЛЮ, щоб міркування віку, хвороби або інвалідності, віросповідання, етнічного походження, статі, національності, політичної приналежності, раси, сексуальної орієнтації, соціального становища або будь-яким іншим факторам втручатися між моїм обов'язком і моїм пацієнтом;
- Я ПОВАЖАТИМУ таємниці, які мені довірили, навіть після смерті пацієнта;
- Я БУДУ ПРАКТИКУВАТИ свою професію з сумлінням і гідністю та відповідно до належної медичної практики;
- Я БУДУ ВПЛИВАТИ честь і благородні традиції медичної професії;
- Я БУДУ ВІДДАВАТИ своїм вчителям, колегам і студентам належну їм повагу і вдячність;
- ПОДІЛЮСЯ своїми медичними знаннями на благо пацієнта та розвитку охорони здоров’я;
- Я БУДУ ДБАТИ про власне здоров'я, благополуччя та здібності, щоб забезпечити догляд на найвищому рівні;
- Я НЕ ВИКОРИСТОВУВАТИМУ свої медичні знання для порушення прав людини і громадянських свобод, навіть під загрозою;
- Я ДАЮ ЦІ ОБІЦЯНКИ урочисто, вільно і під присягою своєї честі.

### Зміни порівняно з оригіналом
В оригіналі присяга звучала так: «Мої колеги будуть моїми братами», пізніше змінена на «сестрами і братами». До 1994 року там також було написано: «Я буду зберігати максимальну повагу до людського життя з моменту його зачаття (...)». Вік, інвалідність, стать і сексуальна орієнтація були додані як фактори, що не повинні перешкоджати виконанню обов'язку лікаря перед пацієнтом; відбулося деяке перефразування існуючих елементів. Таємниці повинні залишатися конфіденційними «навіть після смерті пацієнта». Порушення «прав людини і громадянських свобод» замінено на порушення «законів гуманності» як заборонене використання медичних знань. «Здоров'я» пацієнта в цілому тепер є першочерговим завданням лікаря, а не «здоров'я і життя», як було зазначено в оригінальній декларації. Це, очевидно, було змінено, щоб звільнити медичну від продовження життя будь-якою ціною. 68-а Генеральна асамблея ВМА в жовтні 2017 року схвалила зміни, що включають: повагу до автономії пацієнта; взаємну повагу до викладачів, колег і студентів-медиків, які діляться медичними знаннями на благо своїх пацієнтів і розвитку охорони здоров'я; вимогу до лікарів піклуватися про власне здоров'я так само, як і про здоров'я своїх пацієнтів. Крім того, переглянутий текст призначений для використання всіма діючими лікарями («як представниками медичної професії»), тоді як раніше текст використовувався лише початківцями («на момент допуску до медичної професії»).

### Обговорення змін до декларації
Женевська декларація була спочатку прийнята Генеральною асамблеєю ВМА в 1948 році одразу після року після створення Всесвітньої медичної асоціації, і зазнала низки поправок протягом багатьох років, аж до 2006 року, і останні поправки, прийняті на 68-й Генеральній асамблеї ВМА в Чикаго в жовтні 2017 року, вносять кілька важливих доповнень. Найбільш помітне доповнення стало результатом постійного лобіювання захисника благополуччя лікарів у Новій Зеландії доктора Сема Хазледайна з MedWorld; щоб забезпечити високий рівень надання медичної допомоги пацієнтам, лікарі повинні дбати про своє власне здоров'я.
Нещодавно переглянута Женевська декларація, опублікована в жовтні 2017 року, містить деякі зміни у формулюваннях, а також три абсолютно нові пункти:
- Я БУДУ ПОВАЖАТИ автономію та гідність мого пацієнта.
- Я ПОВАЖАТИМУ автономію та гідність мого пацієнта.
- Я БУДУ ДІЛИТИСЯ своїми медичними знаннями на користь пацієнта та розвитку охорони здоров'я.
- Я БУДУ ДБАТИ про власне здоров'я, благополуччя і здібності, щоб надавати медичну допомогу на найвищому рівні.

Нова версія Женевської декларації визнає повагу до прав пацієнтів, цінність обміну знаннями з суспільством і професією, а також право і обов'язок лікарів піклуватися про себе і підтримувати свої здібності на благо суспільства.

### Хронологія (засідання ВМА)
- 1948: Прийнято. 2-а Генеральна Асамблея, Женева
- 1968: Перша поправка. 22-а Генеральна Асамблея, Сідней
- 1983: Друга поправка. 35-та Генеральна асамблея, Венеція
- 1994: Третя поправка. 46-а Генеральна Асамблея, Стокгольм
- 2005: Редакційна правка. 170-та сесія Ради, Дівонн-ле-Бен
- 2006: Редакційна правка. 173-я сесія Ради, Дівонн-ле-Бен
- 2017: Четверта поправка. 68-а Генеральна асамблея ВМА, Чикаго

## Додаткова інформація
- Crawshaw, R. (2011-10-03). "A Physician's Oath on Retirement". West J Med (Op ed). 174 (1): 7–8. doi:10.1136/ewjm.174.1.7. Повний текст на PMC: 1071215. PMID 11154648.

## Зовнішні посилання
- Женевська декларація
- Присяга Гіппократа - класична версія
- Присяга Гіппократа - сучасна версія